# Charles-Nicolas Denis
Charles Nicolas Denis est un homme politique français né le 8 juin 1751 à Paris et décédé le 5 avril 1822 à Paris.
Notaire à Paris en 1780, il est syndic de la chambre des notaires en 1808. Il est député de la Seine en 1815, pendant les Cent-Jours.

## Sources
- « Charles-Nicolas Denis », dans Adolphe Robert et Gaston Cougny, Dictionnaire des parlementaires français, Edgar Bourloton, 1889-1891 [détail de l’édition]